# Коров'я
Корові́я (Коров'я) — річка в Україні, в межах Сторожинецького і Глибоцького районів Чернівецької області. Ліва притока Дуреглую (басейн Пруту). 

## Опис
Довжина 24 км, площа водозбірного басейну 115 км². Похил річки 8,5 м/км. Долина вузька і порівняно глибока, в багатьох місцях зі стрімкими схилами. Річище слабо- і помірнозвивисте. 

## Розташування
Коровія бере початок між селами Дубове і Спаська, неподалік від західної околиці міста Чернівців. Тече між пагорбами Чернівецької височини спершу на південний схід, далі — переважно на схід (у пониззі тече місцями на північ та північний схід). Впадає до Дереглую на південний схід від села Чагор. 